# The Optician
The Optician è un singolo inedito del gruppo musicale italiano Psychofagist, pubblicato nel 2009. Fu distribuito in edizione limitata a 250 copie.

## Tracce
1. The Optician – 4:01
2. La ballata della repulsione (live) – 2:10

Contenuti bonus
1. The Optician (videoclip) – 4:01